# Cravanche
Cravanche – miejscowość i gmina we Francji, w regionie Burgundia-Franche-Comté, w departamencie Territoire de Belfort.
Według danych na rok 1990 gminę zamieszkiwało 1877 osób, a gęstość zaludnienia wynosiła 1390 osób/km² (wśród 1786 gmin Franche-Comté Cravanche plasuje się na 80. miejscu pod względem liczby ludności, natomiast pod względem powierzchni na miejscu 1049.).